# Idioma kamasiano
El idioma kamasiano o kamas es una lengua urálica extinta perteneciente al grupo sureño de las lenguas samoyedas. El último hablante nativo de ese idioma, Klavdiya Plotnikova, murió en 1989. El kamasiano se hablaba en Rusia, en el este de los Montes Urales, por los kamasianos.